# Lillian's Dilemma
Lillian's Dilemma è un cortometraggio muto del 1914 diretto da Wilfrid North.

## Produzione
Il film fu prodotto dalla Vitagraph Company of America.

## Distribuzione
Distribuito dalla General Film Company, il film - un cortometraggio in due bobine - uscì nelle sale cinematografiche statunitensi l'11 luglio 1914. In Danimarca, prese il titolo Den mystiske Damekjole i Drengeskolen.